# 1972 na televisão
Nesta página encontram-se os fatos, estreias e términos sobre televisão que aconteceram durante o ano de 1972.

## Eventos

### Brasil

#### Fevereiro
- 19 de fevereiro — A transmissão do desfile de abertura da Festa da Uva de Caxias do Sul, Rio Grande do Sul por um pool de emissoras lideradas pela TV Difusora de Porto Alegre, capital do mesmo estado marca a primeira transmissão oficial televisiva em cores no Brasil.[1]
- 22 de fevereiro — A TV Continental do Rio de Janeiro é cassada e sai definitivamente do ar.[2]

#### Março
- 31 de março — Inauguração oficial da televisão em cores no Brasil.

#### Abril
- 22 de abril — É inaugurada a TV Globo Pernambuco, emissora própria da Rede Globo em Recife, Pernambuco.
- 30 de abril — É inaugurada a TV Erexim, afiliada da Rede Globo em Erechim, Rio Grande do Sul.

#### Junho
- 2 de junho — É inaugurada a TV Baré, emissora própria da Rede Tupi em Manaus, Amazonas.
- 9 de junho — É inaugurada a TV Uberaba, afiliada da Rede Tupi em Uberaba, Minas Gerais.

#### Julho
- 5 de julho — É inaugurada a TV Tuiuti, afiliada da Rede Globo em Pelotas, Rio Grande do Sul.

#### Agosto
- 26 de agosto–11 de setembro — A Rede Globo realiza a cobertura dos Jogos Olímpicos de Verão de 1972.

#### Setembro
- 1 de setembro — É inaugurada a TV Amazonas, afiliada da Rede de Emissoras Independentes em Manaus, Amazonas.

#### Dezembro
- 2 de dezembro — A televisão chega ao estado brasileiro do Rio Grande do Norte e é inaugurada a TV Universitária Rio Grande do Norte em Natal, sendo a primeira emissora de televisão do estado.
- 3 de dezembro — A televisão chega ao estado brasileiro do Piauí e é inaugurada a TV Clube, afiliada da Rede Tupi em Teresina, sendo a primeira emissora de televisão do estado.

### Estados Unidos

#### Novembro
- 8 de novembro — Primeira transmissão da HBO.

## Programas

### Janeiro
- 4 de janeiro — Estreia O Príncipe e o Mendigo na TV Record.
- 21 de janeiro — Termina Minha Doce Namorada na Rede Globo.
- 24 de janeiro — Estreia O Primeiro Amor na Rede Globo.

### Março
- 4 de março — Termina Nossa Filha Gabriela na Rede Tupi.
- 5 de março — Termina Quarenta Anos Depois na TV Record.
- 6 de março — Estreia Signo da Esperança na Rede Tupi.
- 7 de março — Estreia O Tempo não Apaga na TV Record.
- 11 de março — Termina A Fábrica na Rede Tupi.
- 13 de março — Estreia Na Idade do Lobo na Rede Tupi.
- 31 de março
  - Estreia Coruja Colorida na Rede Globo.
  - Estreia Sessão de Gala na Rede Globo.
  - Estreia Domingo Maior na Rede Globo.

### Abril
- 3 de abril — Estreia Jornal Internacional na Rede Globo.
- 8 de abril — Termina O Homem Que Deve Morrer na Rede Globo.
- 10 de abril — Estreia Selva de Pedra na Rede Globo.
- 28 de abril
  - Termina O Príncipe e o Mendigo na TV Record.
  - Termina Sol Amarelo na TV Record.

### Maio
- 2 de maio — Estreia Os Fidalgos da Casa Mourisca na TV Record.
- 6 de maio — Termina Meu Pedacinho de Chão na Rede Globo e na TV Cultura.
- 8 de maio — Estreia Bicho do Mato na Rede Globo.

### Junho
- 24 de junho — Termina O Preço de um Homem na Rede Tupi.
- 26 de junho — Estreia Bel-Ami na Rede Tupi.

### Julho
- 17 de julho — Estreia O Bofe na Rede Globo.
- 18 de julho — Termina Bandeira 2 na Rede Globo.

### Setembro
- 1.º de setembro — Estreia Eu e a Moto na TV Record.
- 2 de setembro — Termina Os Fidalgos da Casa Mourisca na TV Record.
- 4 de setembro — Estreia O Leopardo na TV Record.
- 12 de setembro — Termina Na Idade do Lobo na Rede Tupi.
- 13 de setembro — Estreia Vitória Bonelli na Rede Tupi.

### Outubro
- 3 de outubro — Termina Signo da Esperança na Rede Tupi.
- 5 de outubro — Estreia Camomila e Bem-me-quer na Rede Tupi.
- 12 de outubro — Estreia Vila Sésamo na Rede Globo e na TV Cultura.
- 20 de outubro — Termina O Primeiro Amor na Rede Globo.
- 23 de outubro — Estreia Uma Rosa com Amor na Rede Globo.
- 25 de outubro — Estreia Globinho na Rede Globo.
- 26 de outubro
  - Estreia Shazan, Xerife e Cia. na Rede Globo.
  - Estreia A Grande Família na Rede Globo.

### Novembro
- 11 de novembro — Termina O Tempo não Apaga na TV Record.
- 17 de novembro — Termina Bicho do Mato na Rede Globo.
- 27 de novembro — Estreia A Patota na Rede Globo.

### Dezembro
- 2 de dezembro — Termina Bel-Ami na Rede Tupi.
- 4 de dezembro — Termina A Revolta dos Anjos na Rede Tupi.
- 6 de dezembro — Estreia Globo de Ouro na Rede Globo.

## Nascimentos
| Data            | Nome                 | Profissão                            | Nacionalidade    | Observações | Ref |
| --------------- | -------------------- | ------------------------------------ | ---------------- | ----------- | --- |
| 1 de janeiro    | Ziza Fernandes       | cantora                              | Brasil           |             |     |
| 1 de janeiro    | Gabriela Alves       | atriz                                | Brasil           |             |     |
| 2 de janeiro    | Rita Guedes          | atriz                                | Brasil           |             |     |
| 6 de janeiro    | Marcelo Médici       | ator                                 | Brasil           |             |     |
| 19 de janeiro   | Cynthia Falabella    | atriz                                | Brasil           |             |     |
| 21 de janeiro   | Joana Benedek        | atriz                                | Roménia / México |             |     |
| 25 de janeiro   | Chantal Andere       | atriz                                | México           |             |     |
| 7 de fevereiro  | Gabriel Braga Nunes  | ator                                 | Brasil           |             |     |
| 8 de fevereiro  | Marcius Melhem       | apresentador e ator                  | Brasil           |             |     |
| 23 de fevereiro | Christiano Cochrane  | jornalista, apresentador e ator      | Brasil           |             |     |
| 8 de março      | Matthew Nable        | ator e ex-jogador de rugby league    | Austrália        |             |     |
| 22 de março     | Dax Griffin          | ator                                 | Estados Unidos   |             |     |
| 31 de março     | Karla Sofía Gascón   | atriz                                | Espanha          |             |     |
| 17 de abril     | Jennifer Garner      | atriz                                | Estados Unidos   |             |     |
| 5 de maio       | Brigitta Boccoli     | atriz                                | Itália           |             |     |
| 6 de maio       | Guilherme Weber      | ator, autor e diretor                | Brasil           |             |     |
| 14 de maio      | Gabriel Mann         | ator                                 | Estados Unidos   |             |     |
| 15 de maio      | Graziella Moretto    | atriz                                | Brasil           |             |     |
| 28 de maio      | Gonçalo Diniz        | ator                                 | Brasil           |             |     |
| 30 de maio      | Trey Parker          | animador e comediante                | Estados Unidos   |             |     |
| 2 de junho      | Wentworth Miller     | ator                                 | Reino Unido      |             |     |
| 11 de junho     | Eriberto Leão        | ator                                 | Brasil           |             |     |
| 22 de junho     | Plutarco Haza        | ator                                 | México           |             |     |
| 5 de julho      | Ingrid Guimarães     | atriz, humorista e apresentadora     | Brasil           |             |     |
| 14 de julho     | Flávia Monteiro      | atriz                                | Brasil           |             |     |
| 15 de julho     | Scott Foley          | ator                                 | Estados Unidos   |             |     |
| 23 de julho     | Marlon Wayans        | ator e comediante                    | Estados Unidos   |             |     |
| 28 de julho     | Pedro Brício         | ator, dramaturgo e diretor de teatro | Brasil           |             |     |
| 7 de agosto     | Henrique Feist       | ator                                 | Portugal         |             |     |
| 14 de agosto    | Yoo Jae-suk          | apresentador                         | Coreia do Sul    |             |     |
| 15 de agosto    | Ben Affleck          | ator                                 | Estados Unidos   |             |     |
| 4 de setembro   | Carlos Ponce         | ator e cantor                        | Porto Rico       |             |     |
| 6 de setembro   | Cibele Larrama       | atriz                                | Brasil           |             |     |
| 7 de setembro   | Mariane              | apresentadora e cantora              | Brasil           |             |     |
| 17 de setembro  | Mariana Lima         | atriz                                | Brasil           |             |     |
| 21 de setembro  | Márcio Vito          | ator                                 | Brasil           |             |     |
| 27 de setembro  | Gwyneth Paltrow      | atriz                                | Estados Unidos   |             |     |
| 28 de setembro  | Guta Stresser        | atriz                                | Brasil           |             |     |
| 15 de outubro   | Karla Álvarez        | atriz                                | México           | m. 2013     |     |
| 23 de outubro   | Kate del Castillo    | atriz                                | México           |             |     |
| 23 de outubro   | Dominika Paleta      | atriz                                | Polónia / México |             |     |
| 6 de novembro   | Rebecca Romijn       | atriz e modelo                       | Estados Unidos   |             |     |
| 12 de novembro  | Reynaldo Gianecchini | ator e modelo                        | Brasil           |             |     |
| 13 de novembro  | Takuya Kimura        | ator e cantor                        | Japão            |             |     |
| 15 de novembro  | Nico Puig            | ator                                 | Brasil           |             |     |
| 20 de novembro  | Cláudio Heinrich     | ator                                 | Brasil           |             |     |
| 22 de novembro  | Eliana               | apresentadora de TV e cantora        | Brasil           |             |     |
| 30 de novembro  | Cláudio Lins         | ator e cantor                        | Brasil           |             |     |
| 15 de dezembro  | Lee Jung-jae         | ator                                 | Coreia do Sul    |             |     |
| 19 de dezembro  | Alyssa Milano        | atriz e empresária                   | Estados Unidos   |             |     |
| 29 de dezembro  | Jude Law             | ator                                 | Reino Unido      |             |     |
| 30 de dezembro  | Selton Mello         | ator, dublador, diretor e produtor   | Brasil           |             |     |

## Mortes
| Data         | Nome           | Profissão | Nacionalidade | Observações | Ref |
| ------------ | -------------- | --------- | ------------- | ----------- | --- |
| 14 de junho  | Leila Diniz    | atriz     | Brasil        | n. 1945     |     |
| 18 de agosto | Sérgio Cardoso | ator      | Brasil        | n. 1925     |     |